# Kunowo (Cienin Zaborny-Parcele)
Kunowo – część wsi Cienin Zaborny-Parcele w Polsce, położona w województwie wielkopolskim, w powiecie słupeckim, w gminie Słupca.
Kunowo wchodzi w skład sołectwa Cienin Zaborny.
W latach 1975–1998 Kunowo administracyjnie należał do województwa konińskiego.